# フィリップ・ド・ロレーヌ
フィリップ・ド・ロレーヌ（Philippe de Lorraine, 1643年 1月1日- 1702年12月8日）は、フランスブルボン朝の貴族。上級貴族ギーズ家の一員で、分家のエルブフ公シャルル1世の次男のアルクール伯アンリの次男として生まれた。美男子であったことからフランス王ルイ14世の弟のオルレアン公フィリップ1世の男色相手として寵愛された。シュヴァリエ・ド・ロレーヌ（Chevalier de Lorraine）の通称でも知られる。

## 生涯
兄ルイは父亡き後の1666年にアルマニャック伯に叙せられ、シュヴァリエはシャルトル教区のサン＝ピエール修道院長職を与えられたが、1658年からフィリップ1世の愛人となりパレ・ロワイヤルに住み着くようになった。この頃、清教徒革命で亡命していたフィリップ1世の叔母ヘンリエッタ・マリアと娘で従妹のヘンリエッタ・アン（アンリエット・アンヌ）もパレ・ロワイヤルに住んでいた。
1661年にフィリップ1世とアンリエットは結婚したが、フィリップ1世とシュヴァリエの関係は続きアンリエットは無視されていた。1670年にアンリエットをルイ14世に讒言したためリヨン、次にシャトー・ディフへ、最後にローマへ追放された。同年にアンリエットは急死したが、復讐を企てたシュヴァリエが暗殺したとの噂が流れた。翌1671年、フィリップ1世はルイ14世の勧めでエリザベート・シャルロット（リーゼロッテ）と再婚したが、シュヴァリエをフランスへ呼び戻すことを条件に挙げたため、1672年にフランスへ戻りフィリップ1世との関係を継続していった。
フィリップ1世に対する影響の大きさを利用して、フィリップ1世とリーゼロッテの息子フィリップ2世の教育係を選んだり、1692年にはフィリップ2世とルイ14世の庶子フランソワーズ・マリーを結婚させた。リーゼロッテはこの結婚について何も伝えられなかったことと、庶子であり身分違いであることを不満に思い、叔母ゾフィーに宛てた手紙で悲しみを伝えている。その後もフィリップ1世の側近として仕えたが、1701年にフィリップ1世が死去してリーゼロッテと和解、翌1702年に死亡した。晩年は借金で友人に葬式代を持ち寄る程だったといわれる。
嫡子はいなかったが、庶子アレクサンドルが確認されている。また、姪マリーはモナコ大公アントワーヌ1世に嫁ぎ、ルイーズ＝イポリットを産んでいる。